# Спираль (фильм, 1990)
«Спираль» — советский художественный фильм 1990 года, фантастика. По мотивам одноимённого романа Гурама
Панджикидзе.

## Сюжет
Физик Давид Георгадзе стоит на пороге открытия нового
вида энергии, которая может не только изменить облик планеты, но и принести неожиданные разрушения. В недалеком прошлом учёный пережил убийство сына, сам он стар и дни его
сочтены из-за тяжелой болезни. И тогда его друг, профессор медицины Торадзе предлагает физику
эксперимент: пересадить его мозг в тело молодого человека,
погибшего в автокатастрофе. К несчастью, молодой человек до своей смерти занимался бандитизмом. После операции учёный постепенно начинает ощущать тягу к преступной деятельности и применяет свои способности для совершения ограбления банка, а затем и убийств. Параллельно в нём начинает просыпаться чужая память и он с ужасом осознает, что убийца его сына именно тот человек, в теле которого он теперь находится…

## В ролях
- Леван Учанейшвили — Рамаз Коринтели
- Отар Мегвинетухуцеси — академик Давид Гиоргадзе
- Эдишер Магалашвили — Отар Кахишвили
- Гиули Чохонелидзе — Зураб Торадзе
- Лия Элиава — Анна Гиоргадзе
- Ия Парулава — Марина Двали
- Лика Кавжарадзе — Лия Рамишвили
- Марика Гиоргобиани — Инга Коринтели
- Тамар Чохонелидзе — Мака Ландия
- Тея Дудучава — Лали
- Гия Лежава — Сосо Шадури
- Гиви Сарчимелидзе — Варлам
- Гурам Пирцхалава — Роман Гугава
- Юрий Катин-Ярцев — Матвеев
- Тенгиз Арчвадзе — священник
- Резо Чхиквишвили
- Гурам Сагарадзе — ректор